# Anthrax cintalapa
Anthrax cintalapa är en tvåvingeart som beskrevs av Cole 1957. Anthrax cintalapa ingår i släktet Anthrax och familjen svävflugor. Inga underarter finns listade i Catalogue of Life.